# Bobbie E. Brown
Pour les articles homonymes, voir Brown.
Bobbie E. Brown, né le 2 septembre 1907 à Dublin (Géorgie) et mort le 8 novembre 1971 à Flushing, est un soldat de l’United States Army récompensé par la Medal of Honor pour ses actions pendant la Seconde Guerre mondiale.

## Biographie
Bobbie Evan Brown naît le 2 septembre 1907 sous le nom de Robert Evan Brown à Dublin, dans l’État de Géorgie. Il s’engage dans l’United States Army en 1922 alors qu’il n’a que quinze ans, en-dessous de l’âge légal pour s’enrôler. C’est alors qu’il change son prénom pour Bobbie, peut-être pour éviter d’être trop facilement reconnu, tandis que sa carrure imposante pour son âge lui permet de passer pour un adulte. Dans les années suivantes, il se fait remarquer pour ses performances sportives et fait partie des équipes de football et de boxe interarmes. Il est également un bon tireur et obtient la qualification d’expert dans toutes les catégories d’armes légères. Ses compétences lui permettent de devenir first sergeant de l’état-major de la 2e division blindée.
Au début de la Seconde Guerre mondiale il est affecté au 18e régiment d’infanterie de la 1re division d’infanterie, avec laquelle il débarque en Afrique du Nord. Promu lieutenant, il dirige un peloton en Sicile avant que son unité soit rapatriée en Angleterre en vue du débarquement de Normandie. Au cours de la libération de la France, il devient chef de la compagnie C puis est promu capitaine.
Le 8 octobre 1944, la 1re division d’infanterie fait partie de l’attaque d’Aix-la-Chapelle. La compagnie de Brown est plus particulièrement chargée de neutraliser sept bunkers faisant partie de la ligne Siegfried, qui se trouvent sur une colline surnommée « colline du Crucifix » et contrôlent la principale voie d’accès à la ville. L’attaque débute à midi après un bombardement de l’aviation, mais il apparaît rapidement que celui-ci n’a eu que peu d’effet et les troupes américaines sont la cible de tirs nourris. Au cours de l’assaut, Brown détruit lui-même trois bunkers. Bien que blessé par un éclat d’obus, il refuse de se faire évacuer et poursuit le combat, qui ne se termine qu’après que les fortifications aient été conquises et deux contre-attaques repoussées. Ces actions lui valent d’obtenir la Medal of Honor, qui lui est remise le 23 août 1945 par Harry Truman.
Brown est sélectionné à la fin de la guerre pour suivre la formation avancée d’officier d’infanterie de Fort Benning. Sa carrière est toutefois freinée du fait qu’il a arrêté tôt l’école et il ne parvient ainsi pas à s’élever au-dessus du grade de capitaine. Brown quitte l’armée en 1952 et travaille ensuite comme serveur, puis superviseur au mess des cadets de West Point. Il meurt dans sa résidence de Flushing, à New York, le 8 novembre 1971.

## Distinctions
- Medal of Honor[3] ;
- Silver Star avec une feuille de chêne en bronze[3] ;
- Bronze Star[3] ;
- Purple Heart avec une feuille de chêne d’argent et deux de bronze[3].